# Xibalbanus tulumensis
Espèce
Synonymes
- Speleonectes tulumensis Yager, 1987

Xibalbanus tulumensis est une espèce de rémipèdes de la famille des Xibalbanidae.

## Distribution
Cette espèce est endémique du Quintana Roo au Mexique. Elle se rencontre dans des grottes anchialines vers Puerto Morelos et Tulum.

## Étymologie
Son nom d'espèce, composé de tulumensis et du suffixe latin -ensis, « qui vit dans, qui habite », lui a été donné en référence au lieu de sa découverte, Tulum.

## Publication originale
- Yager, 1987 : Speleonectes tulumensis, n. sp. (Crustacea, Remipedia) from two anchialine cenotes of the Yucatan Peninsula, Mexico. Stygologia, vol. 3, p. 160–166.